# Шамбегл
Шамбегл (фр. Chambeugle) је насеље и општина у источном делу централне Француске у региону Бургоња, у департману Јон која припада префектури Осер.
По подацима из 2011. године у општини је живело 56 становника, а густина насељености је износила 7,69 становника/km². Општина се простире на површини од 7,28 km². Налази се на средњој надморској висини од 180 метара (максималној 203 m, а минималној 156 m).

## Демографија
| 1962. | 1968. | 1975. | 1982. | 1990. | 1999. | 2011. |
| ----- | ----- | ----- | ----- | ----- | ----- | ----- |
| 67    | 86    | 83    | 80    | 53    | 49    | 56    |

График промене броја становника у току последњих година